# Pile du bac à traille de Champagne
La Pile du bac à traille,  située à Champagne (Ardèche) en France, est une des plus anciennes construites le long du Rhône. Elle permettait au Bac à traille de traverser le fleuve avant la construction des ponts.

## Localisation
La Pile est située le long du Rhône, au bout le la Rue du Port sur la commune de Champagne, dans le département français de l'Ardèche.

## Historique
L'édifice est inscrit au titre des monuments historiques en 2006.